# Länsväg 172
Länsväg 172 går mellan Uddevalla och Arvika, i Västra Götalands och Värmlands län.
Vägen är 199 kilometer lång, vilket gör den till den näst längsta länsvägen i Sverige efter länsväg 363.

## Sträckning
Uddevalla – Färgelanda – Bengtsfors – Årjäng – Arvika. Skyltningen är norrut först Bengtsfors och sedan Arvika, och söderut först Bengtsfors och sedan Uddevalla.
Vägen är i allmänhet 7–8 meter bred.[källa behövs]

## Historik
Vägen bär samma nummer och har i stort sett samma sträckning som när vägnummer infördes i Sverige på 1940-talet, även om den gick en annan väg 1962–1985 då den gick till Åmotfors i stället för Arvika (nu länsväg 177).
På 1960-talet[när?] gjordes en förkortning med hjälp av ett nybygge norr om Färgelanda; innan dess gick den via Stigen. Då (1963) byggdes också Sundsbron (120 meter lång) över Ellenösjön. En förbifart förbi Årjäng byggdes omkring[när?] år 2000. I övrigt följer dagens väg 172 vägen så som den gick på 1940-talet.

## Korsningar
Länsväg 172 möter följande vägar:
|  | Nr       | Namn         | Skyltning                            |
|  | -------- | ------------ | ------------------------------------ |
|  | motorväg | Bräckemotet  | Trollhättan, Centrum; Oslo, Göteborg |
|  |          | Färgelanda   |                                      |
|  |          | Färgelanda   | Vänersborg                           |
|  |          | Bäckefors    | Mellerud (Lv 172 svänger)            |
|  |          | Bäckefors    | Ed, Halden                           |
|  |          | Steneby      | Ed, Strömstad                        |
|  |          | Billingsfors |                                      |
|  |          | Skåpafors    | Åmål                                 |
|  |          | Bengtsfors   |                                      |
|  |          | vid Årjäng   | Oslo (Lv 172 svänger)                |
|  |          | vid Årjäng   | Stockholm (Lv 172 svänger)           |
|  |          | Vännacka     | Åmotfors                             |
|  |          | Jössefors    |                                      |
|  |          | Arvika       | Karlstad, Kongsvinger                |